# Edward Daniłło-Gąsiewicz
Edward Alfons Daniłło-Gąsiewicz (ur. 6 listopada 1898 w Warszawie, zm. wiosną 1940 w Katyniu) – major kawalerii Wojska Polskiego, ofiara zbrodni katyńskiej.

## Życiorys
Edward Alfons Gąsiewicz urodził się 6 listopada 1898 roku w Warszawie, w rodzinie Feliksa i Józefy Wandy z Korycińskich. Był bratem Wandy, Feliksa, Stefana, Tadeusza, Kazimierza i Henryka (1900–1940 Katyń).
W 1914 roku, jako ochotnik wstąpił do Legionu Puławskiego. W 1916 roku został wcielony do armii rosyjskiej. W 1917 roku wstąpił do 3 pułku strzelców polskich w Połtawie i został przydzielony do konnych wywiadowców. Później został przeniesiony do 3 pułku ułanów.
W 1918 roku zgłosił się do odtworzonego 3 pułku ułanów. W 1921 roku został odkomenderowany do Wielkopolskiej Szkoły Podchorążych Piechoty w Bydgoszczy. Po ukończeniu kursu powrócił do 3 pułku ułanów, jako podporucznik. W latach 1923–1932 pełnił służbę w 4 pułku strzelców konnych w Płocku. Z dniem 1 października 1924 roku został awansowany na porucznika ze starszeństwem z dniem 1 czerwca 1921 roku i 24. lokatą w korpusie oficerów jazdy. W 1924 roku zawarł związek małżeński z Zofią z Przedpełskich.
Wojewoda warszawski zarządzeniem numer AC.III-2955 z 25 czerwca 1930 roku na podstawie art. 1 ustawy z dnia 24 października 1919 roku w przedmiocie zmiany nazwisk zezwolił na zmianę nazwiska rodowego „Gąsiewicz” na „Daniłło-Gąsiewicz”.
17 grudnia 1931 roku awansował na rotmistrza ze starszeństwem z dniem 1 stycznia 1932 roku i 5. lokatą w korpusie oficerów kawalerii. Później został przeniesiony do 19 pułku Ułanów Wołyńskich w Ostrogu nad Horyniem na stanowisko dowódcy szwadronu. Na stopień majora został mianowany ze starszeństwem z 19 marca 1939 roku i 15. lokatą w korpusie oficerów kawalerii. W tym czasie był dowódcą 4. szwadronu 19 puł.
W czasie kampanii wrześniowej 1939 roku został przydzielony do Ośrodka Zapasowego Wołyńskiej Brygady Kawalerii w Hrubieszowie. W książce „Lista Katyńska” opracowanej przez Adama Moszyńskiego, którą wydała oficyna Gryf Publications Ltd. w 1982 roku w Londynie, znalazła się nie znajdująca jak dotąd potwierdzenia w innych źródłach bardzo lakoniczna informacja dotycząca ostatniej funkcji i przydziału służbowego majora Edwarda Gąsiewicza. Ujęte to zostało w kilku zaledwie słowach: „mjr, ostatnio d-ca garnizonu w Ostrogu”. Po sformowaniu tam Zgrupowania Kawalerii płk Kazimierza Halickiego, otrzymał rozkaz wymarszu z pozostałościami Ośrodka Zapasowego Wołyńskiej Brygady Kawalerii w rejon Krzemieńca. Według niepotwierdzonych danych właśnie na tym terenie dostał się do niewoli sowieckiej.
Z początkowym okresem pobytu w niewoli majora Edwarda Gąsiewicza wiąże się pewien dramatyczny epizod, charakteryzujący postawę tego oficera. Wydarzenie to odnotowane zostało przez pana Józefa Pętkowskiego, wówczas kilkunastoletniego kadeta, syna dowódcy 19 pułku Ułanów Wołyńskich płk dypl. Józefa Pętkowskiego. Zdarzyło się to w czasie jednego z dokonywanych przez NKWD apeli- przeglądów, dzięki przytomności, pełnej determinacji i zdecydowanej interwencji majora Gąsiewicza, Józef Pętkowski jako młodociany został oddzielony od grupy znajomych mu oficerów, z którymi przebywał po dostaniu się do niewoli na terenie koszar w Ostrogu. To błyskawiczne i skuteczne działanie majora Gąsiewicza jak się potem okazało było równoznaczne z uratowaniem młodego kadeta.
Przebywał w obozie jenieckim w Kozielsku. Wiosną 1940 roku został zamordowany przez funkcjonariuszy NKWD w Katyniu i tam pogrzebany w bezimiennej mogile zbiorowej, gdzie od 28 lipca 2000 roku mieści się oficjalnie Polski Cmentarz Wojenny w Katyniu. W miejscu tym prowadzone były ekshumacje i prace archeologiczne. W 1943 roku zidentyfikowano go podczas ekshumacji prowadzonej przez Niemców pod numerem 126 – dosł. określony jako Gąsiewiecz Eduard. Przy jego zwłokach została odnaleziona pocztówka. Figuruje na liście wywózkowej z 2 kwietnia 1940 roku.
5 października 2007 roku minister obrony narodowej Aleksander Szczygło mianował go pośmiertnie na stopień podpułkownika. Awans został ogłoszony 9 listopada 2007 roku w Warszawie, w trakcie uroczystości „Katyń Pamiętamy – Uczcijmy Pamięć Bohaterów”.

## Ordery i odznaczenia
- Krzyż Niepodległości (21 kwietnia 1937)[23][24]
- Krzyż Walecznych (dwukrotnie)[25]
- Srebrny Krzyż Zasługi (10 listopada 1928)[26][25]
- Medal Zwycięstwa („Médaille Interalliée”)
- Medal 10 Rocznicy Wojny Niepodległościowej (Łotwa)[27]